# The Latest Buzz
The Latest Buzz è una serie televisiva per ragazzi prodotta da The Family Channel nel 2007. In Italia va in onda su Disney Channel Italia e su Rai 2. Protagonisti sono cinque ragazzi che si occupano del giornale più famoso fra i teenager, il "Teen Buzz".

## Episodi
| Stagione         | Episodi | Prima TV Canada | Prima TV Italia |
| ---------------- | ------- | --------------- | --------------- |
| Prima stagione   | 13      | 2007            | 2007-2008       |
| Seconda stagione | 26      | 2008-2009       | 2008-2009       |
| Terza stagione   | 26      | 2009-2010       | 2012            |

## Personaggi

### Rebecca Harper
Rebecca Harper è interpretata da Zoë Belkin. Soprannominata dagli amici Reb, ha 15 anni ed è una reporter della rivista "The Teen Buzz", e si occupa del punto di vista dei giovani, scrivendo testi, inserti, articoli sui temi adolescenziali. La sua rubrica si chiama "In poche parole". È entrata nel Teen Buzz grazie ad Amanda, che leggendo il suo curriculum, l'ha richiesta per quel lavoro.Rebecca è il genere di ragazza che viene definita "secchiona", attenta all'ordine, salutistica e molto alquanto precisa, benché sia molto goffa. È abbastanza insicura di sé ma non si lascia scoraggiare mai. Rebecca viene spesso definita "poliziotta della grammatica", perché non sopporta gli errori grammaticali nei testi. A causa di ciò si ritroverà a fare una gara di spelling contro Noah Jackson, che sembra esserne un campione. Rebecca è orfana di madre, e vive con il padre, che la mette spesso in imbarazzo, ma ormai lei l'ha superato, capendo che quello è il suo modo di volerle bene. Con loro vive anche la nonna, che lei chiama "Baba". Nel corso della serie si scopre che la donna si trasferì in Canada da giovane e che la famiglia è di origine ebrea (lo si capisce nell'episodio di Natale, quando Noah augura a Rebecca buon Hanukkah. Ha una grande ammirazione per il giocatore di baseball Justin Morneau.
Rebecca è sempre stata innamorata di Noah Jackson, e lo si può intuire in diverse puntate, come per esempio il ballo della scuola, quando la ragazza scopre che Noah ha scritto una canzone, che può essere dedicata a lei o ad Amanda (alla fine la canzone era per il porcellino della sorella, ma il ragazzo appurando che Rebecca non è mai stata invitata a ballare, si offre di farlo). Una sera, per un articolo sui primi appuntamenti, Rebecca uscirà con Noah e l'appuntamento si rivelerà un totale disastro, ma rafforzerà la loro amicizia e il loro amore represso. Si capirà ciò che Noah prova per lei quando Noah le dice che è ridicola invece di dirle che è bellissima. Lei smette di parlargli e fanno una scommessa: Noah deve farla riprendere a parlare e se non ci riesce dovrà andare alla premiazione in boxer. La cosa sembra più dura del previsto ma alla fine Noah vince, e lo si vede andare via con il mazzolino che aveva lei e a Natale Noah glielo regalerà. Nella seconda serie, si fidanzeranno, però in un episodio precedente, lui le farà passare il singhiozzo con un bacio. La vita da fidanzati si complica, quando ua famoso cantante, innamorato di DJ, decide di invitare Rebecca a far parte del suo video, sperando che lei scriva un articolo su di lui. Oltre a Noah, Reb ha avuto altri ragazzi, fra cui il critico di tv, Cody Herman, detto "il grande Herman" che pensava che Rebecca si fosse avvicinata a lui perché interessata, mentre la ragazza aveva provato a stringerci un legame sotto consiglio di DJ, per migliorare le recensioni del ragazzo. In quella puntata viene etichettata da un amico di Herman come "Quella Pazza di Te". In una puntata sulla seduzione, si vedono molti ragazzi provarci con Rebecca, ignorando Amanda. Uno in particolare fa i complimenti alla ragazza, per i suoi pantaloni, che Amanda definirà da quattro soldi. Viene anche definita uno schianto da Michael Dashenzio, un attore che lei adora e che aiuta a superare la rottura con la sua ragazza. Il migliore amico di Rebecca è Michael Davis, un ragazzo ipocrita ed egoista, che vuole essere sempre al centro dell'attenzione, fissato con i papillon e i capelli. Non si capisce ancora bene come Rebecca e Michael siano amici essendo così diversi, ma forse è proprio questa diversità a renderli amici. Ci sono comunque molte puntate in cui litigano, specialmente quella in cui Rebecca diventa una cheerleader. Erano andati a fari il provino entrambi, come punizione dal professor Shepard. Benché Michael sia molto più capace di lei, viene presa Rebecca perché è buona mentre lui è acido, ma finito l'articolo Rebecca lascia le cheerleader. Se Michael è il migliore amico di Rebecca la sua migliore amica è Amanda Pierce, fissata con la moda e molto egocentrica, anche lei opposta caratterialmente a Rebecca, ma capace di essere una vera amica, aiutandola con Waverly e le sue amiche, una mandria di ragazze insopportabili, invidiose di Amanda. Rebecca dovrà scriverci un articolo e lo farà grazie ad Amanda che la istruirà sul mondo delle modaiole; l'unico problema sarà che Rebecca ne rimarrà folgorata e l'altra la riporterà con i piedi per terra, mostrandole quanto sono frivole. Un altro carissimo amico di Rebecca è Wilder. Il vero nome di questo ragazzo è sconosciuto a tutti eccezion fatta per Amanda ed è un fissato di videogames. Wilder pare essere folle. Tra i due ci sarà anche un bacio, dovuto all'euforia di una vittoria del ragazzo a pugilato su internet.

### Comprimari

#### Michael Davis
Michael Davis è interpretato da Demetrius Joyette. Ha 15 anni, amante del gossip, non sa mantenere segreti ed è molto egocentrico. Essendo piuttosto basso di statura, si sente spesso in imbarazzo, quasi perennamente preoccupato di cosa la gente potrebbe pensare di lui; infatti un giorno indossa una cravatta, e un ragazzo, di nome Josh Philips, gli dice: "bella cravatta", ma Michael non comprende la buona intenzione di Josh, per cui, anche condizionato da Amanda, la "regina della moda", penserà che quel ragazzo sconosciuto abbia mosso una critica al suo modo di vestire: farà quindi di tutto per scoprire cosa pensa in realtà, mettendosi persino in ridicolo, aiutato ovviamente da Amanda, fino a scoprire che la cravatta al ragazzo piaceva sul serio. Michel ha una fissazione per i papillon, i capelli, per l'attrice Kelly Klarkson, ed è molto egocentrico. La sua migliore amica storica è Rebecca Harper, mentre un'altra è Amanda Pierce, con la quale condivide la passione per la moda, Nel corso della serie faranno anche una gara di chi indossa il vestito più bello, gara che vince Michael ma attraverso un escamotage. Un'altra sua caratteristica è essere subdolo e malefico, ma alla fine carino e simpatico. La sua specialità nel Teen Buzz è il gossip delle celebrità, o semplicemente della vita comune. Idolatra Judy King, quando lei gli offre un posto come co-conduttore. Nel finale della seconda stagione otterrà quello che ha sempre desiderato, recitare una piccola parte in un grande film. Non possiede molta dimestichezza con il gentil sesso, è stato fidanzato una sola con una ragazza che lo voleva "usare", allo scopo di ottenere un incontro con la star Jay Ray May. A smascherarla sarà Amanda, dimostrando non solo la sua maggior avvenenza, ma anche i secondi fini di quella ragazza. Poi si è più o meno innamorato di Olivia, una ragazza, scevra dai condizionamenti della moda, molto buona e gentile, innamorata di Michael da quando avevano 6 anni: per nove anni è stata innamorata di lui, e, quando si è iscritta nella sua stessa scuola, Michael, va nel panico, Rebecca gli confida di essere una ragazza buonissima e dolcissima, specialmente verso di lui, ma Michael non sembra convinto. Un giorno mentre lavorano ad un progetto, a coppia, finiscono per baciarsi, così Michael si innamora di lei, ma decide di non mettersi insieme, facendola anche sentire una stupida, così lei se ne andrà urlandoli contro: "Te ne pentirai!" , e lui sussurrerà: "Lo so", anche Wilder farà i complimenti ad Olivia, definendola uno schianto. Per il resto Michael non avrà avventure amorose, ma sarà sempre coinvolto in quelle degli altri. Stringe un legame fortissimo con Amanda, perché è simile a lei. Ma dopo un'accesa discussione rompono la loro amicizia, trasferendo il testimone di sua migliore amica a Rebecca, amicizia che molto spesso viene messa a dura prova, perché diversi caratterialmente, come quando Michael chiede a Rebecca di rivelargli, secondo lei tre difetti di se stesso. Ma Rebecca ne elenca almeno duecento, o quando Rebecca infuriata, scrive una lista su quante cose odia di Michael e quest'ultimo la legge. Ma la loro amicizia non vacilla neanche quando Amanda filma Rebecca che balla, inviando il video a tutti quelli del Buzz, mentre Wilder la mette on-line: il video diventa virale, sotto il nome della "Goffa Ragazza che Balla". In quel periodo Michael stava facendo delle prove per diventare, insieme a Judy King, il co-conduttore di Intratemen Mec Wow. Per avere quella parte deve rivelare la vera identità della goffa ragazza che balla, ma preso dai sensi di colpa non lo farà, ricucendo l'amicizia con Rebecca. Con Amanda ci sono spesso gare di popolarità e colpi bassi, ma restava pur sempre una sua carissima amica. Wilder diventerà il suo migliore amico, essendo un tipo facile di cui burlarsi e sfruttarlo come vuole, anche se alla fine, gli vuole bene; infatti una volta in cui Wilder venne preso in giro da Michael fu quando, durante il ballo di fine anno, Michael aveva organizzato tutto perché Wilder fosse menato da un gruppo di ragazze imbestialite, piano che gli si era comunque ritorto contro. Una volta Michael tenta di far fidanzare Wilder con Viky Zee, una skater famosa, ma la cosa non funziona, ma Wilder, per non irritare Michael farà finta di starci insieme, per poi litigare alla premiazione, Michael avrà comunque il suo scoop. Invece prova, sia della loro amicizia che della loro differenza caratteriale, avviene quando i ragazzi si iscrivono nella classe di ukulele e rompono il preziosissimo strumento del professore. In questa occasione Wilder che non ha mai mentito, si ritrova a mentire, mentre è Michael, che ha sempre preferito mentire, a dire la verità. Il suo ultimo amico è Noah Jackson, di cui in effetti ha un po' paura e sarà anche colui con il quale stringerà più tardi un'amicizia. Riuscirà a invitarlo ad una partita, solo dopo due settimane che lo conosce. Lo diventano ancora di più quando Noah gli confida la cotta per Rebecca, allora Michael lo aiuta, ma quando comincia a vedere che Noah lo esclude si vendicherà dandogli informazioni sballate, provocando ilarità in Rebecca.

### Altri personaggi
- Noah Jackson (Justin Kelly): È un ragazzo carino e molto simpatico e gli piace fare scherzi a Michael. Si occupa della musica e suona la chitarra. Fa spesso battute sarcastiche e scherza continuamente. È innamorato di Rebecca anche se la prende sempre in giro. Sarà a lui a fare il primo passo per fidanzarsi con lei.
- Amanda Pierce (Vanessa Morgan): Figlia del direttore del giornale, piuttosto vanitosa, ha scelto lei di far assumere Rebecca. Si occupa della moda. Anche lei come Michael critica molto l'aspetto degli altri, ma in qualche modo cerca di aiutarli a migliorare. Nella seconda stagione comincia a provare qualcosa per Wilder e per questo lo mette nei guai con suo padre anche se alla fine quest'ultimo lo accetterà. Alla fine della seconda serie, andrà a Parigi, deludendo Wilder con il quale doveva partire.
- Wilder Wilder (Munro Chambers): È un ragazzo spericolato, che il più delle volte combina pasticci e provoca danni. Genio dei videogame, sa riprogrammare computer ed è un asso con lo skateboard. Si innamorerà di Amanda, per la quale arriverà a cambiare se stesso.
- Dianne Jeffris (Genelle Williams): Chiamata anche DJ, è la direttrice del giornale, non sopporta quando i ragazzi si arrabbiano, è un po' severa e spesso si arrabbia, ma è anche molto dolce ed è sempre disponibile ad aiutare i teenager che lavorano nel giornale. Adora la concentrazione. A volte si dimostra scherzosa, altre volte, tollerante e seria. Cerca di fare battute, ma nessuno del Teen Buzz la capisce. È innamorata di Andrew Sheperd.
- Andrew Sheperd (Jeff Geddis): È l'insegnante di giornalismo dei ragazzi, è molto sarcastico, specie con DJ, ma è molto disponibile a dare consigli ai ragazzi, nonostante loro lo interrompano sempre durante il suo adorato pranzo. È innamorato di DJ, anche se non lo ammette. Ama prenderla in giro ed ha sempre voglia di scherzare.
- Yolanda Farquar: Una ragazzina cervellotica, con un pessimo senso estetico. Yolanda è innamorata di Michael da nove anni; E da allora lo perseguita, ed il ragazzo la evita. Rebecca la definisce una ragazza simpatica, specialmente perché era l'unica gentile con lei. Yolanda bensì è opposta a Michael, è innamorata alla follia di lui, apprezzandolo in ogni dettaglio (Anche il Papillone) facendo di lui ogni modellino. Riuscirà a baciare Michael ma la loro storia non finirà bene, accuserà Michael di perdersi molto; Verrà definita da Wilder uno schianto (Nella terza serie - Ancora Inedita in Italia - diverrà la ragazza di Michael, dopo essere uscita con Wilder)
- Zuzu Moon: Una bella cantante famosa. Che ha un debole per Noah Jackson, farà di tutto per far litigare lui e Rebecca. Alla fine della seconda serie, porterà il ragazzo in Tour con lei. Lasciando Rebecca da sola.
- Cody Herman: Cody è un ex-membro del Teen Buzz; Il suo soprannome è il Grande Herman. Ha un debole per Rebecca, che gli darà una mano con i suoi articoli sulle critiche TV, su cui scrive massimo 4 parole. In seguito si ripresenterà come concorrente di Rebecca come rappresentante di istituto.
- Josh Phillips: Un ragazzo di bel aspetto, con cui Amanda prenderà un appuntamento una volta. Josh apprezza molto il gusto nel vestire di Michael, ma una volta usando un tono strano, il ragazzo non capirà se era sincero o una presa in giro; E quindi verrà perseguitato da Michael per sapere cosa pensa seriamente del suo modo di vestire.
- Jay Ray Mary: Una giovane promessa del cinema a cui pice fare Surf. Verrà citato più volte nella serie ed una volta viene intervistato da Michael, avrà una breve relazione con la prima vera fidanzata di Michael, che lo sfruttava per avere un appuntamento proprio con quest'ultimo. Verrà sedotto da Amanda, che per l'occasione sfoggerà uno splendido abito blu.
- Jeorge: Un giovane cantate di bell'aspetto che chiede a Rebecca di diventare parte integrate del suo video, sperando di ottenere una buona recensione da lei ed un articolo su "In Poche Parole", che a suo parere è la rubrica migliore di Teen Buzz. Ama gli Uculele e chiederà al professor Sheapard assieme al suo gruppo di giovani suonatori di Uculele di entrare nel suo video. Jeorge per la richiesta fatta a Rebecca, otterrà le antipatie di Noah che scopre per la prima volta di essere geloso della sua fidanzata, convinto che lui voglia renderla la sua fidanzata. In verità Jeorge ha una spaventosa cotta per DJ, che lo rifiuterà, per un patto, e poi lo cercherà; Su di lei, ipotizzerà di scrivere la prima canzone su un cuore spezzato. Ha un fratello che avrà una relazione con Amanda.
- Waverly: Una ragazza molto bella e vuota, fa parte del gruppo delle modaiole e glamour, diventerà amica di Rebecca, quando lei dovrà scrivere un articolo su quel genere di ragazze e cambierà look. Mangia cibi veggetariani ed ama fare feste in piscina, dove il risvolto è sempre finire in acqua. Si sente molto inferiore ad Amanda, di cui è invidiosa. Le Waverly e le Glamour sono in competizione con Amanda e le Aristocratiche. Waverly è decisamente falsa ed ipocrita.